# Науменко Юрій Андрійович
Юрій Андрійович Науменко (5 березня 1919 року, Ромни, нині Сумська область, Україна — 6 жовтня 1999 року, Москва) — радянський військовий діяч, генерал-полковник (8.11.1971), Герой Радянського Союзу.

## Життєпис
Народився 5 березня 1919 року в місті Ромни нині Сумської області (Україна). З 1921 року жив у селі Локня. У 1934 році закінчив 7 класів школи, в 1936 році — Роменський технікум механізації сільського господарства. У 1936—1937 роках працював техніком-нормувальником на металургійному заводі в місті Ворошиловськ (нині — місто Алчевськ Луганської області, Україна), в 1937—1939 роках — вантажником у Керченському морському порту, рахівником і головою місцевого профкому радгоспу в селі Багерово (нині селище Ленінського району, Крим).

### Військова служба
Довоєнний час
В армії з грудня 1939 року. У липні 1941 року закінчив Житомирське військове піхотне училище.
Німецько-радянська війна
Учасник Німецько-радянської війни: в серпні 1941 року — командир роти 963-го стрілецького полку. Воював на Південному фронті. Брав участь в обороні Запоріжжя. 18 серпня 1941 року був поранений в голову і ногу, до вересня 1941 року перебував у госпіталі в місті Новочеркаську (Ростовська область).
На початку вересня 1941 року направлений у відділ кадрів Північно-Кавказького військового округу, де був призначений на посаду помічника начальника штабу 1151-го стрілецького полку, що формувався в Ставрополі.
Знову на фронті з жовтня 1941 року на посадах помічника начальника і начальника штабу 1151-го (з травня 1943 — 289-го гвардійського) стрілецького полку. 6 жовтня 1943 року після загибелі в бою командира полку був призначений на посаду командира 289-го гвардійського стрілецького полку. Воював на Південному, Донському, Воронезькому, Степовому, 2-му і 1-му Українських фронтах. Брав участь у Ростовській оборонної та наступальної операції, Барвінкове-Лозівської операції, Харківському битві, Сталінградській і Курській битвах, Бєлгородсько-Харківської операції, визволенні Лівобережної України, Кіровоградської, Умансько-Ботошанську, Львівсько-Сандомирської, Сандомирско-Сілезької та Берлінській операціях. Всього за час війни був тричі поранений.
Особливо відзначився у Берлінській операції. Полк під його командуванням 16 квітня 1945 року форсував річку Нейсе (Ниса-Лужіцка), прорвавши оборону противника північніше міста Бад-Мускау, і першим в дивізії форсував Шпрее і вийшов до Ельбі в районі Торгау. В боях воїнами полку було знищено 22 ворожих танки, 12 штурмових та 20 польових гармат, 14 бронетранспортерів.
Указом Президії Верховної Ради СРСР від 27 червня 1945 року за успішне командування полком і особисту мужність і героїзм, проявлені в боях з німецько-фашистськими загарбниками, гвардії підполковнику Юрію Андрійовичу Науменко присвоєно звання Героя Радянського Союзу з врученням ордена Леніна і медалі «Золота Зірка».
Післявоєнна служба
У травні 1945 року був першим комендантом міста Дрезден (Німеччина). До 1946 року продовжував командувати стрілецьким полком (у Центральній групі військ, Австрія). У 1949 році закінчив Військову академію імені М. В. Фрунзе. Знову командував стрілецьким полком. У травні-листопаді 1956 — заступник командира стрілецької дивізії, в 1956—1960 — командир механізованої дивізії (в Прибалтійському військовому окрузі). В 1962 році закінчив Військову академію Генштабу.
У 1962—1964 — заступник начальника Управління бойової підготовки Південної групи військ (Угорщина), в 1964—1965 — командир корпусу (в Прикарпатському військовому окрузі), у 1965—1968 — заступник командувача Ленінградським військовим округом з бойової підготовки. У червні 1968 — жовтні 1971 командував армією (в Прибалтійському військовому окрузі).
З жовтня 1971 року по червень 1975 року командував військами Приволзького військового округу. У травні 1975 — травні 1980 — старший представник головного командування Об'єднаними збройними силами держав — учасників Варшавського договору в Угорській Народній Армії. У 1980—1988 — заступник головнокомандувача Сухопутними військами за вневойсковой підготовки — начальник вневойсковой підготовки Міністерства оборони СРСР. З червня 1988 року генерал-полковник Ю. А. Науменко — в запасі.
Жив у Москві. Помер 6 жовтня 1999 року. Похований на Троєкуровському кладовищі.

## Громадська діяльність
Депутат Верховної Ради СРСР 9-го скликання (1974—1979 роках).

## Нагороди
- Герой Радянського Союзу (27.06.1945);
- два ордени Леніна (27.06.1945; 15.02.1979);
- орден Жовтневої Революції (16.12.1972);
- два ордени Червоного Прапора (6.02.1943; 28.03.1945);
- орден Суворова 3-го ступеня (30.08.1944);
- орден Олександра Невського (31.03.1944);
- орден Трудового Червоного Прапора (19.02.1986)
- два ордени Вітчизняної війни 1-го ступеня (2.11.1943; 11.03.1985);
- два ордени Червоної Зірки (2.10.1942; 30.12.1956);
- орден «За службу Батьківщині у Збройних Силах СРСР» 3-го ступеня (30.04.1975);
- медаль «За бойові заслуги» (19.11.1951);
- медаль «За відвагу на пожежі» (23.01.1973);
- інші медалі.

### Нагороди іноземних держав
- Орден Тудора Владимиреску 2 ступеня (Румунія);
- медаль «25 років свободи Батьківщини» (Румунія);
- медаль «50 років Монгольської Народної Революції» (1971);
- медаль «50 років Монгольської Народної Армії» (1971);
- медаль «За зміцнення дружби по зброї» 1-го ступеня (Чехословаччина, 1970);
- ювілейна медаль «50 років Компартії Чехословаччини»;
- три польські медалі.

## Пам'ять
У місті Ромни (Сумська область, Україна) на Алеї Героїв встановлено пам'ятний стенд Ю. А. Науменко.

## Твір
- Науменко Ю. А. {{{Заголовок}}}. — 30.000 прим. — ISBN 5-203-00599-0.